# Paul Wilhelm Magnus

Paul Wilhelm Magnus

Paul Wilhelm Magnus (* 29. Februar 1844 in Berlin; † 13. März 1914 ebenda) war ein deutscher Botaniker (Mykologe und Lichenologe), der sich insbesondere mit der Phytopathologie befasste.

## Leben
Paul Magnus’ Vater war der Geheime Kommerzienrat, Bankier und Seidenfabrikant Meyer Magnus (1805–1883), Stadtrat, Mitglied des Kollegiums der Kaufmannschaft und seit 1866 Vorsitzender des Vorstandes der Jüdischen Gemeinde zu Berlin. Seine Mutter Johanna stammte aus der Wiener Kaufmanns- und Industriellenfamilie Pollack. Seine Schwester Anna war mit dem Bankier Eugen Landau verheiratet, sein Bruder Ernst Magnus war von 1891 bis 1903 Direktor der Nationalbank für Deutschland. Sein Neffe Werner Magnus (1876–1942) war Professor für Botanik in Berlin.
Magnus besuchte das Friedrichswerdersche Gymnasium und begann 1864 ein Studium der Medizin an der Universität Berlin, 1865 änderte er das Studienfach auf Naturwissenschaften. Im Sommersemester 1866 studierte er an der Albert-Ludwigs-Universität Freiburg, wo Anton de Bary ihn zur Mykologie führte. Magnus setzte sein Studium in Berlin fort und promovierte 1870 bei Alexander Braun mit der Arbeit Beitr. zur Kenntnis der Gattung Najas. Anschließend nahm er als Botaniker an Expeditionen des preußischen Staates in die Ostsee 1871, die Nordsee 1872 und in die Schleimündung 1874 teil. Ende 1871 trat er der Gesellschaft der Freunde bei. 1875 wurde er Privatdozent an der Universität Berlin, 1880 wurde er außerordentlicher Professor für Botanik. 1897 besuchte Magnus auf Einladung der British Association for the Advancement of Science Kanada und bereiste anschließend die Vereinigten Staaten.

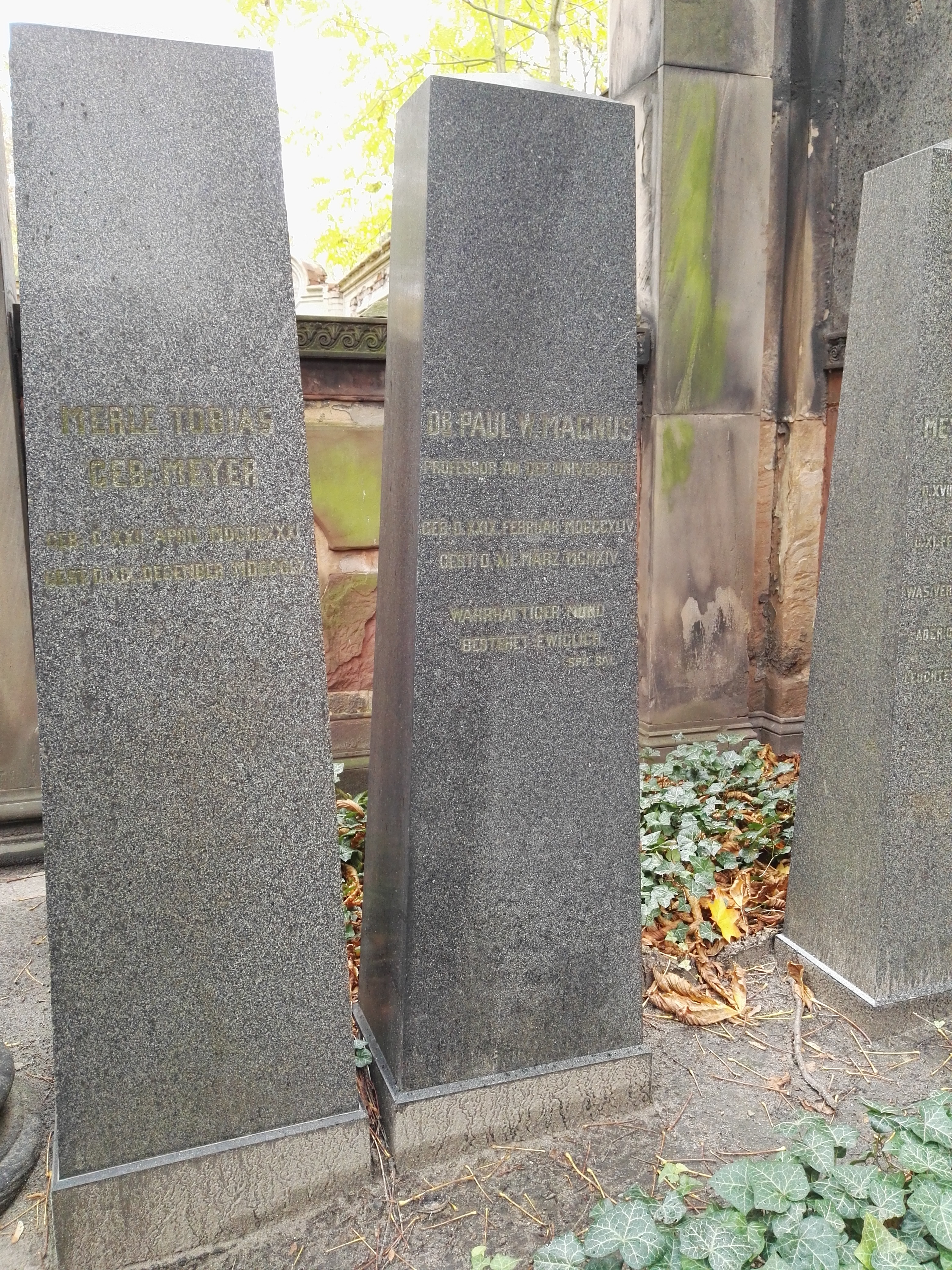
Grabmal

Paul Magnus blieb ledig. Sein Grab befindet sich auf dem Jüdischen Friedhof Schönhauser Allee.

## Wirken
Magnus bearbeitete das Sammelgut an Meeresalgen aus den Nord- und Ostsee-Expeditionen und konnte das Scheitelwachstum und die Verzweigung aufklären. Magnus beschrieb die Algenpilzfamilie Chytridiaceae, deren Formen man bis dahin für Organe von Meeresalgen gehalten hatte. Er war 1893 an der Gründung der Biologischen und Fischereistation Müggelsee beteiligt (heute Messstation des Leibniz-Instituts für Gewässerökologie und Binnenfischerei). Magnus’ Forschung widmete sich überwiegend der Mykologie, insbesondere den parasitischen Familien der Ustilaginaceae (Brandpilzverwandte) und Uredinaceae (Rostpilze), den Verursachern von verschiedenen Pflanzenkrankheiten. Aufgrund seiner Beziehungen zu zahlreichen Floristen und Reisenden erhielt er Material aus aller Welt – darunter Joseph Friedrich Nicolaus Bornmüller aus Syrien und der Türkei, Georg Schweinfurth aus Eritrea oder Rudolf Marloth aus Südafrika. Magnus klärte die Biologie vieler durch Wirts- und Generationswechsel scheinbar getrennter Formen auf und beschrieb mehrere Gattungen und Arten neu. Er war an der Bearbeitung der Richtlinien zur Untersuchung der Pflanzen- und Tierwelt beteiligt (Staatliche Stelle für Naturdenkmalpflege in Preußen, 1912).

## Schriften (Auswahl)
- Beiträge zur Kenntniss der Gattung Najas, 1870 online
- Zur morphologie der sphacelarieen, nebst bemerkungen über die ablenkung des vegetationspunktes der hauptachsen durch den nahe am scheitel angelegt werdenden tochterspross, 1873
- Die botanischen Ergebnisse der Nordseefahrt vom 21. Juli bis 9. September 1872, 1874
- Die neue Krankheit des Weinstocks, der falsche Mehlthau oder Mildew der Amerikaner, 1883
- Pilze des Kantons Graubündten, 1890
- Die Peronosporeen der Provinz Brandenburg, 1893
- Beiträge zur Pilzflora von Franken, 1895, 1897, 1899, 1906
- G. Sennholz, 1895
- Joseph Schroeter, 1895
- On some species of the genus Urophlyctis in Annals of Botany 11:41 S. 87–96, 1897
- Die Pilze (Fungi) von Tirol, Vorarlberg und Liechtenstein. Band 3 der Flora von Tirol, Vorarlberg und Liechtenstein. Hrsg. von Karl Wilhelm von Dalla Torre und Ludwig von Sarnthein, 1905 doi:10.5962/bhl.title.3876

## Auszeichnungen (Auswahl)
- 1876 Wahl in die Leopoldina[2]
- 1895 Mitglied der Regensburgischen Botanischen Gesellschaft (älteste bestehende botanische Gesellschaft der Welt)
- 1911 Geheimer Regierungsrat
- 1914 Ehrenmitglied der Schweizerischen Botanischen Gesellschaft